# Село имени Ибрая Жахаева
имени Ибрая Жахаева (каз. Ы.Жақаев ат.а., до 1997 г. — Кызылту) — село в Чиилийском районе Кызылординской области Казахстана. Административный центр Иркольского сельского округа. Код КАТО — 435249100.

## Население
В 1999 году население села составляло 1978 человек (993 мужчины и 985 женщин). По данным переписи 2009 года, в селе проживало 2069 человек (1028 мужчин и 1041 женщина).